# Vandra ej längre i synden
Vandra ej längre i synden är en psalm med text och musik från 1935 av Carl Öst.

## Publicerad i
- Segertoner 1988 som nr 503 under rubriken "Att leva av tro - Kallelse - inbjudan".[1]